# Canadanthus modestus
 Canadanthus modestus   (Lindl.) G.L.Nesom, 1995 è una specie di piante angiosperme dicotiledoni della famiglia delle Asteraceae, sottofamiglia Asteroideae,  tribù Astereae (North American lineage) e sottotribù Symphyotrichinae.  Canadanthus modestus  è anche l'unica specie del genere  Canadanthus   G.L.Nesom, 1995.

## Etimologia
Il nome generico (Canadanthus ) deriva da Canada e dalla parola greca "anthos" (= fiore) e fa riferimento alla distribuzione prevalentemente canadese di questa specie.  L'epiteto specifico ( modestus ) indica un fiore semplice.
Il nome scientifico della specie è stato definito dai botanici John Lindley (1799-1865) e Guy L. Nesom (1945-) nella pubblicazione " Phytologia; Designed to Expedite Botanical Publication. New York" ( Phytologia 77(3): 251) del 1995. Il nome scientifico del genere è stato definito nella stessa pubblicazione.

## Descrizione

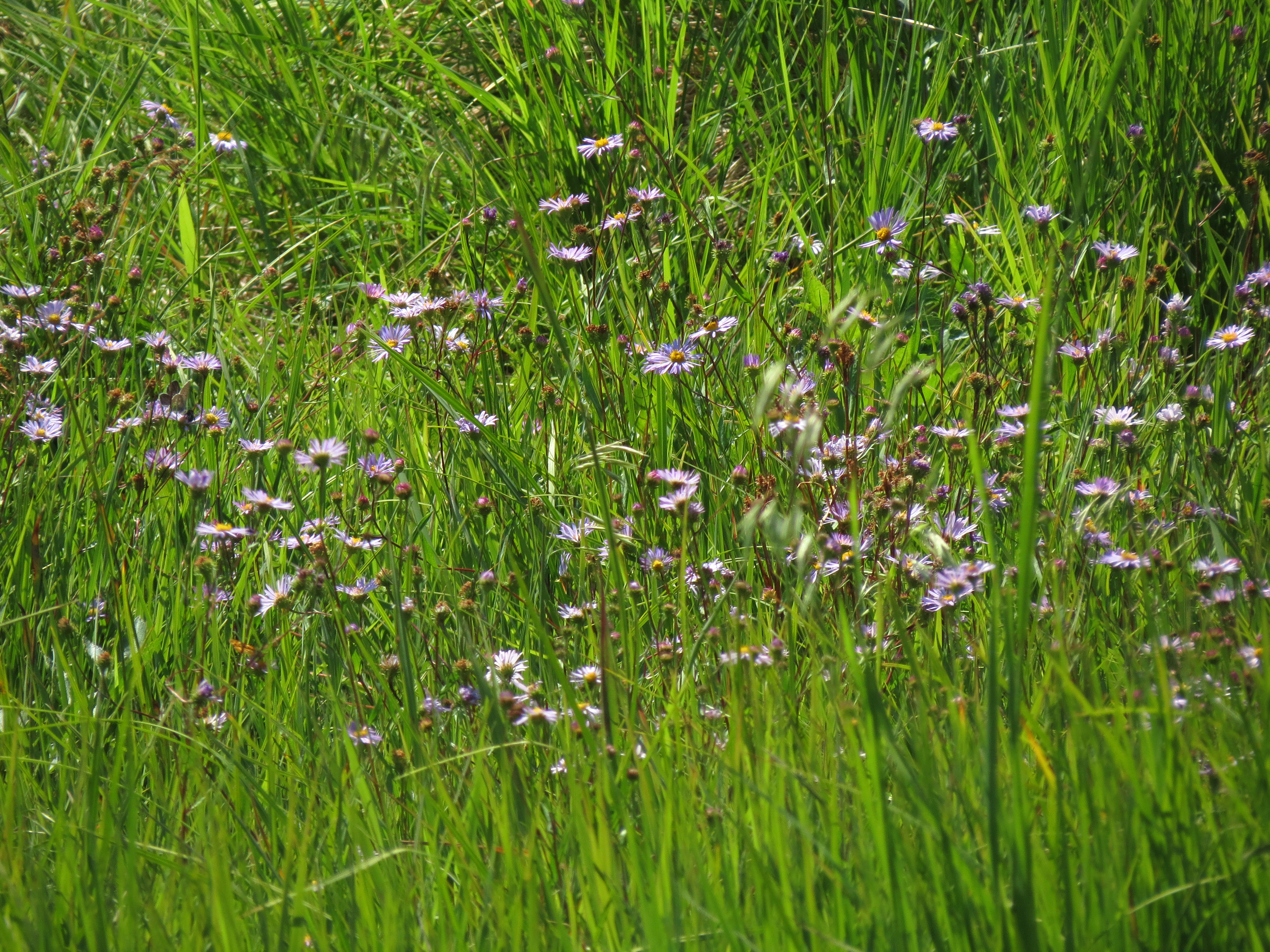
Il portamento

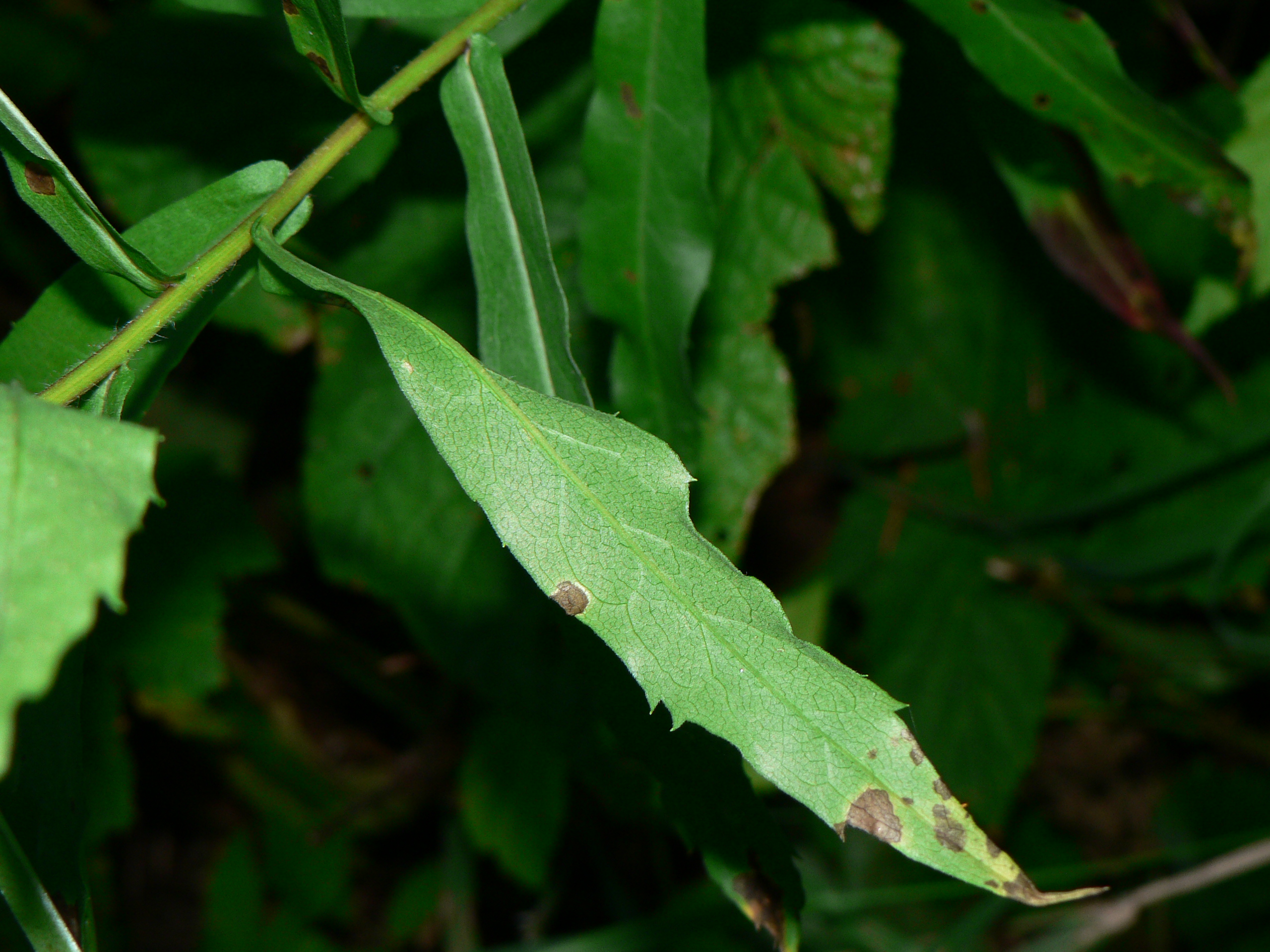
Le foglie

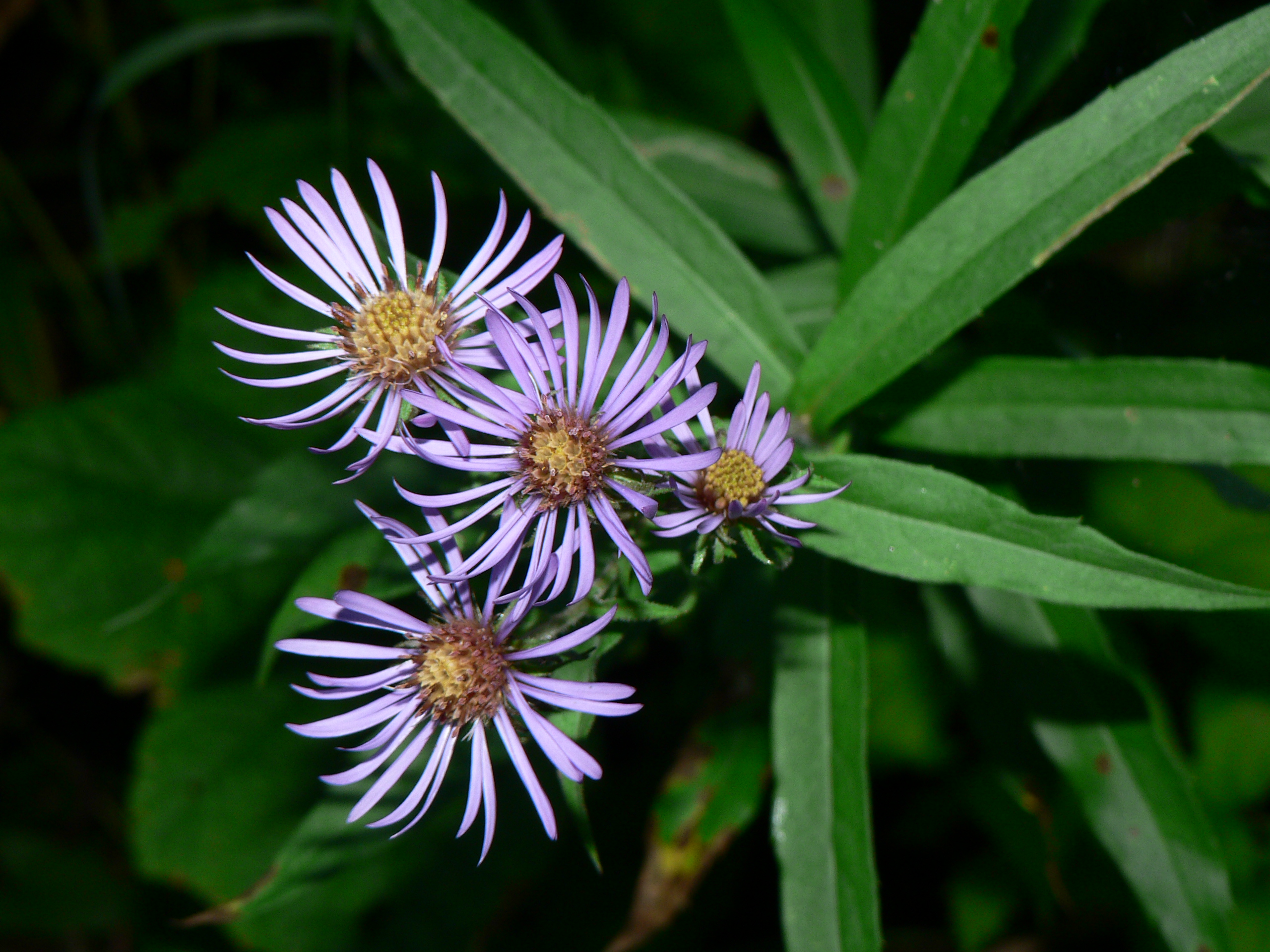
Infiorescenza

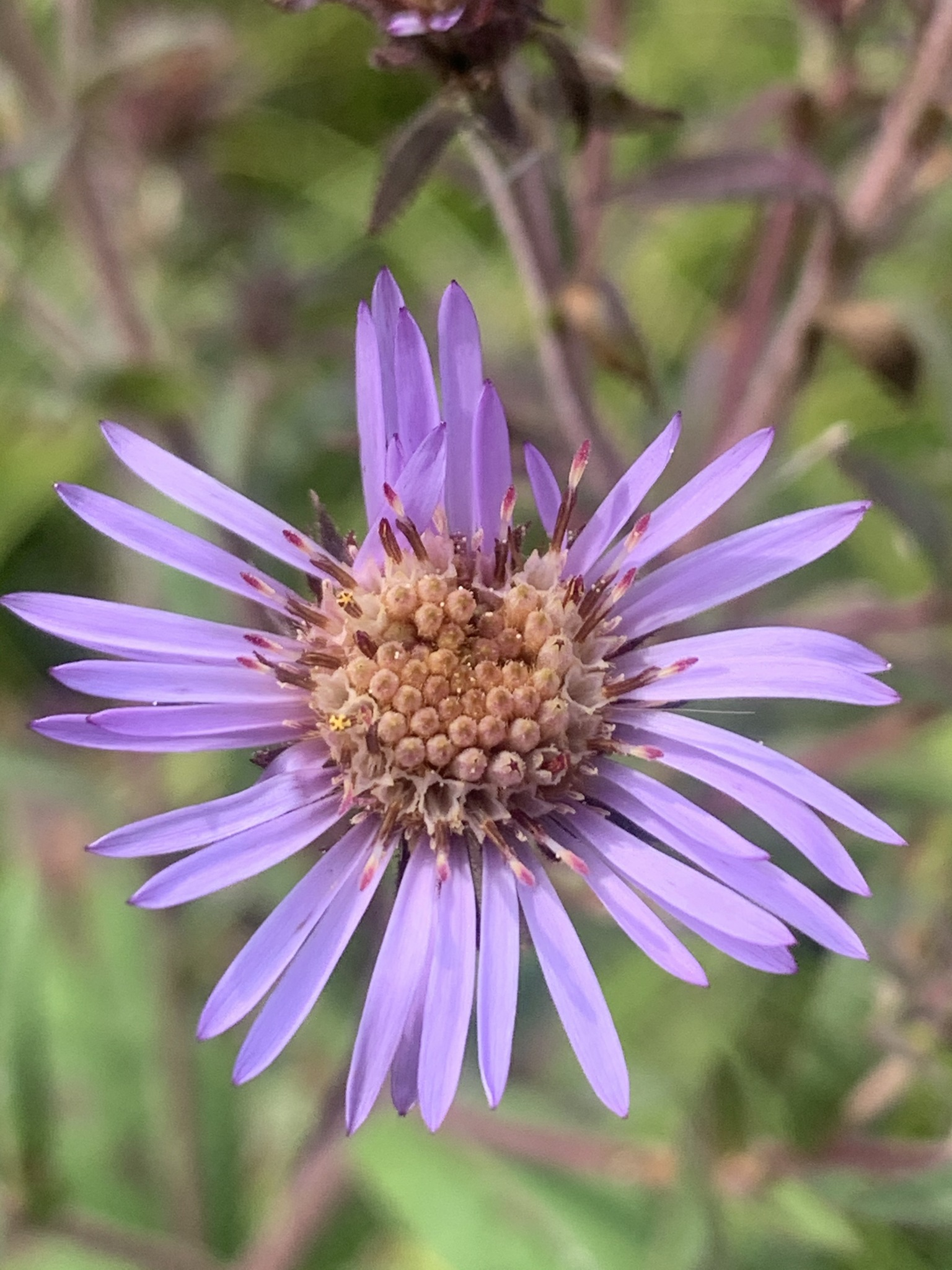
I fiori

Portamento. La specie di questa voce ha un habitus erbaceo perenne rizomatoso.  L'indumento può essere ghiandoloso, anche con ghiandole stipitate.
Fusto. La parte aerea in genere è eretta e semplice. La superficie è densamente villosa con ghiandole stipitate in zona distale. Altezza media: 30 - 100 cm.
Foglie. Le foglie lungo il caule sono disposte in modo alterno e sessile. La lamina è intera o seghettata, raramente dentata; la forma varia da ellittico-lanceolata o da -oblanceolata a (a volte strettamente) oblanceolata o lanceolata.
Infiorescenza. Le sinflorescenze sono sia scapose (capolini solitari) che composte da pochi capolini (3 - 20) raccolti in formazioni corimbose. Le infiorescenze vere e proprie sono composte da un capolino terminale peduncolato di tipo radiato con fiori eterogami. I capolini sono formati da un involucro, con forme da turbinate a emisferiche, composto da 26 - 60 brattee, al cui interno un ricettacolo fa da base ai fiori di due tipi: fiori del raggio e fiori del disco. Le brattee, con forme lineari-lanceolate (le brattee più interne sono leggermente carenate) e a consistenza erbacea, sono disposte in modo più o meno embricato su 3 - 5 serie. Il ricettacolo, bucherellato, in genere è nudo ossia senza pagliette a protezione della base dei fiori; la forma è piatta. Dimensione dell'involucro: 7 – 10 × 12 – 16 mm.
Fiori.  I fiori sono tetra-ciclici (formati cioè da 4 verticilli: calice – corolla – androceo – gineceo) e pentameri (calice e corolla formati da 5 elementi). Si distinguono in:
- fiori del raggio (esterni): sono da 25 a 65 per capolino, sono femminili e disposti su una sola serie (raramente 2 – 4 serie); la forma è ligulata (zigomorfa);
- fiori del disco (centrali): sono più numerosi (da 40 a 65) con forme brevemente tubulose (attinomorfe); sono ermafroditi.

- Formula fiorale:

*/x K {\displaystyle \infty }, [C (5), A (5)], G 2 (infero), achenio
- Calice: i sepali del calice sono ridotti ad una coroncina di squame.

- Corolla: 
  - fiori del raggio: la forma della corolla alla base è più o meno tubulosa-imbutiforme, mentre all'apice è ligulata (non avvolgente); la ligula può terminare con alcuni denti; il colore è porpora;
  - fiori del disco: la forma è tubulare bruscamente divaricata in 5 lobi; i lobi, brevi ed eretti, hanno una forma deltata o più o meno lanceolata; il colore è giallo.

- Androceo: l'androceo è formato da 5 stami sorretti da filamenti generalmente liberi; gli stami sono connati e formano un manicotto circondante lo stilo; le teche (produttrici del polline) alla base sono troncate e sono lievemente auricolate (molto raramente sono speronate o hanno una coda); le appendici apicali delle antere hanno delle forme piatte e lanceolate; il tessuto endoteciale (rivestimento interno dell'antera) è quasi sempre polarizzato (con due superfici distinte: una verso l'esterno e una verso l'interno). Il polline è sferico con un diametro medio di circa 25 micron;  è tricolporato (con tre aperture sia di tipo a fessura che tipo isodiametrica o poro) ed è echinato (con punte sporgenti).[11][13]

- Gineceo: l'ovario è infero uniloculare formato da 2 carpelli.[7] Lo stilo (il recettore del polline) è profondamente bifido (con due stigmi divergenti) e con le linee stigmatiche marginali separate.[14] I due bracci dello stilo hanno una forma deltoide e possono essere papillosi o ricoperti da ciuffi di peli.

Frutti. I frutti sono degli acheni con pappo; 
- achenio: gli acheni hanno una forma oblanceolata e fortemente compressa; la superficie è multinervata (4 - 9 nervature) e strigosa ma senza ghiandole;
- pappo: le setole del pappo (da 20 a 35), attenuate e barbate, sono disposte su una serie.

## Biologia
Impollinazione: tramite insetti (impollinazione entomogama tramite farfalle diurne e notturne).

Riproduzione: la fecondazione avviene fondamentalmente tramite l'impollinazione dei fiori.

Dispersione: i semi cadono a terra e vengono dispersi soprattutto da insetti come formiche (disseminazione mirmecoria). Un altro tipo di dispersione è zoocoria: gli uncini delle brattee dell'involucro (se presenti) si agganciano ai peli degli animali di passaggio che portano così i semi anche su lunghe distanze. Inoltre per merito del pappo il vento può trasportare i semi anche per alcuni chilometri (disseminazione anemocora).

## Distribuzione e habitat
La specie di questa voce è distribuita negli U.S.A. settentrionali e Canada. Questo fiore è originario dell'Alaska.

## Sistematica
La famiglia di appartenenza di questa voce (Asteraceae o Compositae, nomen conservandum) probabilmente originaria del Sud America, è la più numerosa del mondo vegetale, comprende oltre 23.000 specie distribuite su 1.535 generi, oppure 22.750 specie e 1.530 generi secondo altre fonti (una delle checklist più aggiornata elenca fino a 1.679 generi). La famiglia attualmente (2021) è divisa in 16 sottofamiglie; la sottofamiglia Asteroideae è una di queste e rappresenta l'evoluzione più recente di tutta la famiglia.

### Filogenesi
La tribù Astereae (una delle 21 tribù della sottofamiglia Asteroideae) comprende circa 40 sottotribù. In base alle ultime ricerche nella tribù sono stati individuati (provvisoriamente) 5 principali lignaggi:
- Basal grade: include alcuni generi isolati, il gruppo "South American-Oceania",  alcune sottotribù africane e il gruppo dei generi legnosi del Madagascar.
- Bellis lineage: comprende le sottotribù eurasiatiche e una sottotribù africana.
- Aster lineage: include i generi asiatici di Asterinae e i principali gruppi dell'Australia e dell'Oceania.
- Baccharis lineage: include alcuni gruppi sudamericani.
- North American lineage: include la vasta gamma di sottotribù del Nordamerica, Messico e alcuni gruppi distribuiti nel Sudamerica.

Il genere  Canadanthus (insieme alla sottotribù Symphyotrichinae) è incluso nel lignaggio "North American lineage".
I caratteri distintivi della specie  Canadanthus modestus  sono:
- la lamina delle foglie è da lanceolata a ellittico-lanceolata, lievemente convergente all'apice;
- le venature sono pennate;
- i fiori del raggio sono purpurei;
- gli acheni sono fortemente piatti.

Il numero cromosomico delle specie di questo genere è: 2n = 18.

### Sinonimi
Sono elencati alcuni sinonimi per questa entità:
- Aster modestus Lindl.
- Weberaster modestus  (Lindl.) Á.Löve & D.Löve
- Aster major  (Hook.) Porter
- Aster majus  Porter
- Aster modestus var. major  (Hook.) Muenscher
- Aster mutatus  Torr. & A.Gray
- Aster sayianus  Nutt.
- Aster unalaschkensis var. major  Hook.